# Don Pedro el Cruel (film)
Pour plus de détails, voir Fiche technique et Distribution.
Don Pedro el Cruel (littéralement, Don Pierre le Cruel) est un film espagnol réalisé par Ricardo de Baños et Albert Marro (ca), sorti en 1911.
Ce film muet en noir et blanc met en scène le roi Pierre Ier de Castille, surnommé « le Cruel », qui régna de 1350 à 1369.

## Synopsis
Dans le royaume de Castille, au XIVe siècle. Le roi Pierre Ier tente de déjouer une conspiration menée par ses demi-frères Henri, Fadrique et Tello.

## Fiche technique
- Titre original : Don Pedro el Cruel
- Réalisation : Ricardo de Baños, Albert Marro (ca)
- Scénario : Ricardo de Baños, Albert Marro
- Société de production : Hispano Films
- Pays d'origine :  Espagne
- Langue : espagnol
- Format : Noir et blanc – 1,33:1 – 35 mm – Muet
- Genre : film historique
- Longueur de pellicule : 785 m
- Durée : 14 minutes
- Année : 1911
- Dates de sortie :
  -  Espagne : 1911

## Distribution
- Cecilio Rodríguez de la Vega : Don Pedro
- Domènec Ceret (ca) : le serviteur
- José Durany
- Concha Lorente